# Függőségi nyelvtan
A függőségi grammatika a modern nyelvtani elméletek egy osztálya, amelyek mindegyik eleme a függőségi kapcsolaton alapul (szemben a frázisszerkezet alkotórész -relációjával ), és amely elsősorban Lucien Tesnière munkásságára vezethető vissza. A függőség az a felfogás, hogy a nyelvi egységek, pl. a szavak, irányított kapcsolódási láncokkal kapcsolódnak egymáshoz. A igét a tagmondat szerkezeti központjának tekintjük. Az összes többi szintaktikai (mondatbeli) egység (szó) közvetlenül vagy közvetve kapcsolódik az igéhez az irányított hivatkozások révén, az határozza meg, így függnek tőle, amely kapcsolatot így függőségeknek nevezzük.
A függőségi nyelvtan abban különbözik a kifejezésszerkezeti nyelvtantól, hogy bár képes azonosítani a kifejezéseket, hajlamos figyelmen kívül hagyni a kifejezés találkozási pontjait. A függőségi struktúrát egy szó (fõszó vagy vezérszó) és függői közötti kapcsolat határozza meg. A függőségi struktúrák részben egyszerűbbek, mint a frázisszerkezetek, mert hiányzik belőlük a véges igei kifejezés (vagyis igenevekből áll), így jól alkalmazhatók szabad szórendű nyelvek, például cseh vagy warlpiri nyelvek elemzésére.

## Fordítás
Ez a szócikk részben vagy egészben  a   Dependency grammar című angol Wikipédia-szócikk ezen változatának fordításán alapul.  Az eredeti cikk szerkesztőit annak laptörténete sorolja fel. Ez a jelzés csupán a megfogalmazás eredetét és a szerzői jogokat jelzi, nem szolgál a cikkben szereplő információk forrásmegjelöléseként.